# Доњи Петровци
Доњи Петровци су насеље у општини Рума, у Сремском округу, у Србији. Према попису из 2022. било је 765 становника.
Овде се налазе Воденица у Доњим Петровцима и Српска православна црква Светог Николе у Доњим Петровцима.

## Историја
У римско доба на месту данашњег Петровца налазило се насеље под именом Басијана (лат. Bassianae). То је био један од важнијих градова римске провинције Панонија, која је још у 4. веку била насељена хришћанима.

## Демографија
У насељу Доњи Петровци живи 797 пунолетних становника, а просечна старост становништва износи 41,1 година (39,4 код мушкараца и 42,8 код жена). У насељу има 325 домаћинстава, а просечан број чланова по домаћинству је 3,05.
Ово насеље је великим делом насељено Србима (према попису из 2002. године), а у последња три пописа, примећен је пораст у броју становника.
|  |

| Демографија | Демографија | Демографија |
| Година      | Становника  | Становника  |
| ----------- | ----------- | ----------- |
| 1948.       | 858         |             |
| 1953.       | 945         |             |
| 1961.       | 1.015       |             |
| 1971.       | 944         |             |
| 1981.       | 842         |             |
| 1991.       | 843         | 838         |
| 2002.       | 991         | 1.028       |
| 2011.       | 924         |             |

| Етнички састав према попису из 2002.‍ | Етнички састав према попису из 2002.‍ | Етнички састав према попису из 2002.‍ | Етнички састав према попису из 2002.‍ | Етнички састав према попису из 2002.‍ |
| ------------------------------------ | ------------------------------------ | ------------------------------------ | ------------------------------------ | ------------------------------------ |
|                                      |                                      |                                      |                                      |                                      |
| Срби                                 | Срби                                 |                                      | 902                                  | 91,01%                               |
| Роми                                 | Роми                                 |                                      | 55                                   | 5,54%                                |
| Хрвати                               | Хрвати                               |                                      | 8                                    | 0,80%                                |
| Југословени                          | Југословени                          |                                      | 4                                    | 0,40%                                |
| Украјинци                            | Украјинци                            |                                      | 3                                    | 0,30%                                |
| Македонци                            | Македонци                            |                                      | 2                                    | 0,20%                                |
| Руси                                 | Руси                                 |                                      | 1                                    | 0,10%                                |
| Мађари                               | Мађари                               |                                      | 1                                    | 0,10%                                |
| непознато                            | непознато                            |                                      | 1                                    | 0,10%                                |

| Година пописа     | 1948. | 1953. | 1961. | 1971. | 1981. | 1991. | 2002. |
| ----------------- | ----- | ----- | ----- | ----- | ----- | ----- | ----- |
| Број домаћинстава | 217   | 241   | 264   | 268   | 262   | 240   | 325   |

| Број чланова      | 1  | 2  | 3  | 4  | 5  | 6  | 7 | 8 | 9 | 10 и више | Просек |
| ----------------- | -- | -- | -- | -- | -- | -- | - | - | - | --------- | ------ |
| Број домаћинстава | 62 | 83 | 49 | 73 | 32 | 21 | 3 | 1 | 1 | 0         | 3,05   |

| Пол    | Укупно | Неожењен/Неудата | Ожењен/Удата | Удовац/Удовица | Разведен/Разведена | Непознато |
| ------ | ------ | ---------------- | ------------ | -------------- | ------------------ | --------- |
| Мушки  | 414    | 121              | 259          | 28             | 6                  | 0         |
| Женски | 424    | 88               | 253          | 75             | 7                  | 1         |
| УКУПНО | 838    | 209              | 512          | 103            | 13                 | 1         |

| Пол    | Укупно                    | Пољопривреда, лов и шумарство | Рибарство                            | Вађење руде и камена | Прерађивачка индустрија       |
| ------ | ------------------------- | ----------------------------- | ------------------------------------ | -------------------- | ----------------------------- |
| Мушки  | 185                       | 104                           | 0                                    | 0                    | 28                            |
| Женски | 96                        | 50                            | 0                                    | 0                    | 28                            |
| УКУПНО | 281                       | 154                           | 0                                    | 0                    | 56                            |
| Пол    | Производња и снабдевање   | Грађевинарство                | Трговина                             | Хотели и ресторани   | Саобраћај, складиштење и везе |
| Мушки  | 0                         | 17                            | 10                                   | 0                    | 7                             |
| Женски | 0                         | 0                             | 7                                    | 0                    | 0                             |
| УКУПНО | 0                         | 17                            | 17                                   | 0                    | 7                             |
| Пол    | Финансијско посредовање   | Некретнине                    | Државна управа и одбрана             | Образовање           | Здравствени и социјални рад   |
| Мушки  | 0                         | 0                             | 6                                    | 2                    | 0                             |
| Женски | 0                         | 1                             | 1                                    | 4                    | 3                             |
| УКУПНО | 0                         | 1                             | 7                                    | 6                    | 3                             |
| Пол    | Остале услужне активности | Приватна домаћинства          | Екстериторијалне организације и тела | Непознато            | Непознато                     |
| Мушки  | 6                         | 0                             | 0                                    | 5                    | 5                             |
| Женски | 1                         | 0                             | 0                                    | 1                    | 1                             |
| УКУПНО | 7                         | 0                             | 0                                    | 6                    | 6                             |